# Trofeo Cougnet
Die Trofeo Cougnet war eine Radsportveranstaltung in Italien. Es war ein Wettbewerb, der aus mehreren einzelnen Eintagesrennen bestand und der in eine Punktewertung mündete, nach der die Sieger ermittelt wurden. Die Trofeo fand von 1961 bis 1972 statt.

## Geschichte
Zur Rennserie der Trofeo Cougnet gehörten die Rennen Coppa Placci, Giro d’Abruzzo a Teramo, Giro di Seregno, Gran Premio Ceramisti, Gran Premio Ci-Can Faenza, Circuito di Como, Circuito di Cabiate sowie Circuito di Copolona. Die Rennserie hatte zwölf Ausgaben.

## Sieger
- 1961  Ernesto Bono
- 1962  Franco Cribiori
- 1963  Ercole Baldini
- 1964  Michele Dancelli
- 1965  Bruno Mealli
- 1966  Giuseppe Grassi
- 1967  Luciano Armani
- 1968  Ugo Colombo
- 1969  Romano Tumerello
- 1970  Franco Bitossi
- 1971  Giancarlo Polidori
- 1972  Gösta Pettersson